# Saint-Viâtre
Saint-Viâtre is een gemeente in het Franse departement Loir-et-Cher (regio Centre-Val de Loire). De plaats maakt deel uit van het arrondissement Romorantin-Lanthenay. Saint-Viâtre telde op 1 januari 2022 1.185 inwoners.

## Geografie
De oppervlakte van Saint-Viâtre bedroeg op 1 januari 2022 89,79 vierkante kilometer; de bevolkingsdichtheid was toen 13,2 inwoners per km².

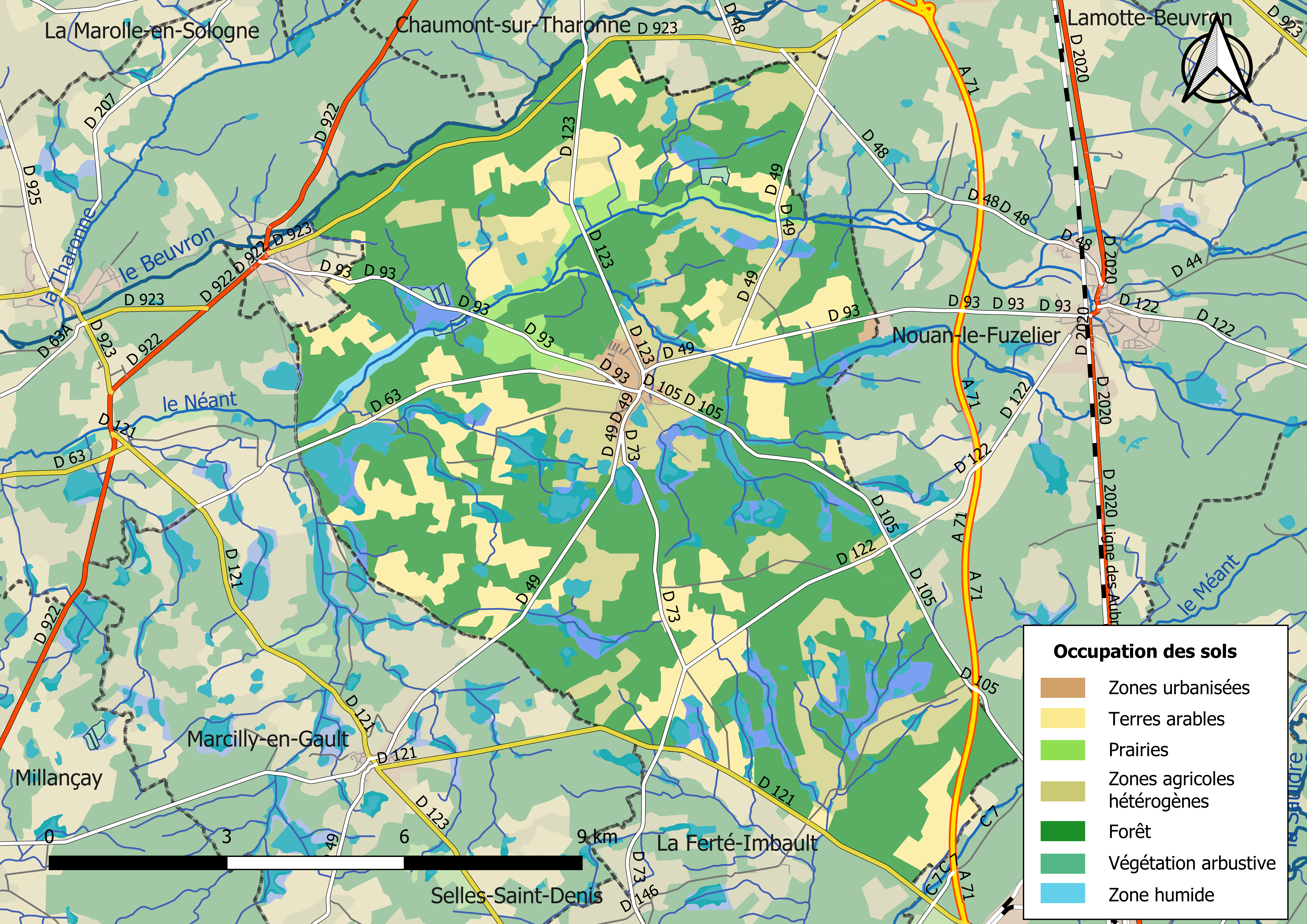
Kaart van de gemeente met de belangrijkste infrastructuur, bodemgebruik en omliggende gemeenten

## Demografie
Onderstaande figuur toont het verloop van het inwonertal (bron: INSEE-tellingen).

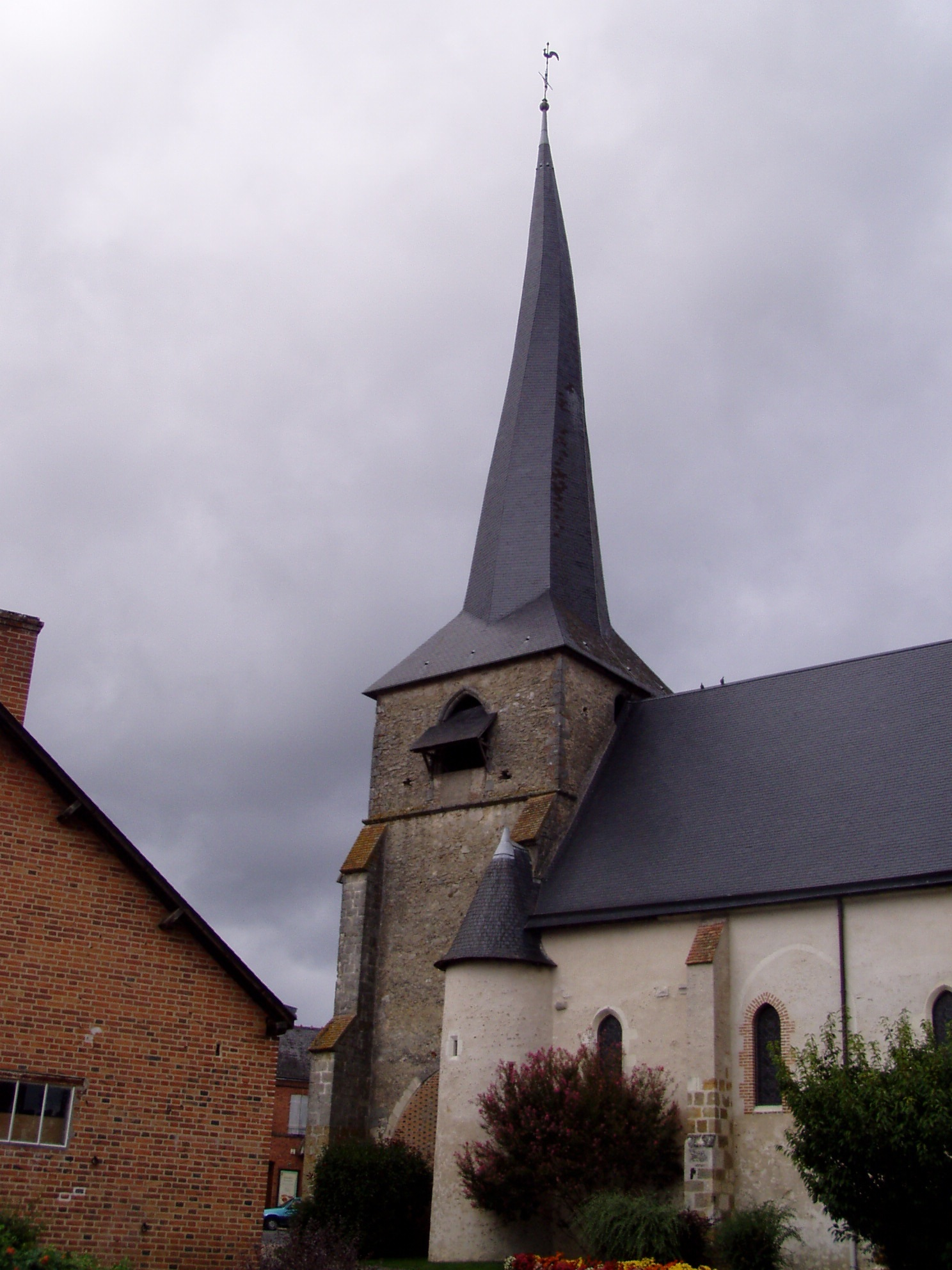
De gedraaide toren van de Saint-Viâtre